# Gran Bazar (Estambul)

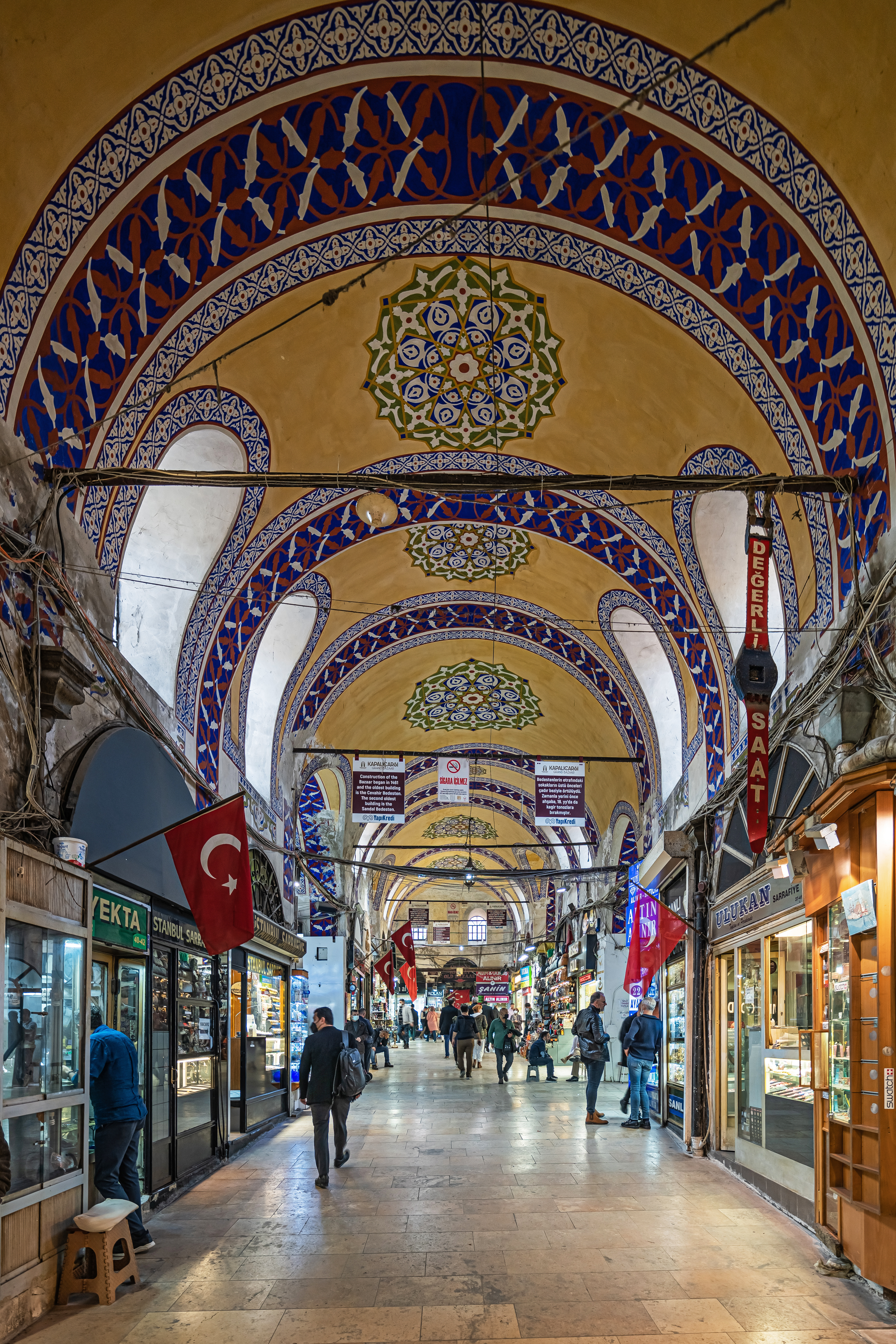
Gran Bazar.

El Gran Bazar (Kapalıçarşı en turco) de Estambul (Turquía) es el mayor bazar de la ciudad y uno de los bazares más grandes del mundo. 
Situado en el centro de la "ciudad vieja", en la parte europea de Estambul entre Nuruosmaniye, Mercan y Beyazıt, tiene más de 58 calles y 4.000 tiendas. Diariamente recibe entre 250,000 y 400,000 visitantes. Con muchas áreas de negocio entre las que destaca la joyería, orfebrería, tiendas de especias y tiendas de alfombras. Comercios que se agrupan por tipo de actividad, en plan gremial. El bazar contiene dos bedestanes, o estructuras de mampostería con domo para el almacenamiento de mercancía; el primero de ellos fue construido en 1464 por orden de Mehmed II. En 1864 fue reconstruido en su mayoría luego de un terremoto.

## Datos de monumento
El Gran Bazar de Estambul se extiende por un área de 45,000 m² de los cuales 36,000 m² son útiles. Se estructura en 64 avenidas y calles y 16 patios con cerca de 4,000 tiendas. Se accede a este recinto cerrado mediante 22 puertas y se ponen a la venta más de 97 diversas variedades de productos vendiéndose más de 12,700 artículos diferentes.  Trabajan aquí más de 20,000 personas. Cuenta con servicios de:
- Enfermería.
- Correos.
- Seguridad.
- Oficinas bancarias de diferentes entidades financieras.

El bazar está ordenado de manera gremial y sus calles llevan el nombre del gremio que trabaja en ellas, por ejemplo; Kalpakçılar, vendedores de piel; Kuyumcular, joyeros; Aynacılar, vendedores de espejos; Fesçiler, vendedores de Tarboosh o Yağlıkçılar, vendedores de toallas y paños.

## Historia
Después de la conquista de Constantinopla el 29 de mayo de 1453 por el sultán Mehmed II se abrió un periodo de construcción de nuevos servicios entre ellos los bazares cubiertos que se dedicaron a la venta de telas abriéndose pronto a todo tipo de objetos valiosos.
Originalmente en época bizantina existía el llamado "Bedesten antiguo", "Bedesten interno" o "Bedesten de Cevahir" (cevahir = joyería) que ocupa un área de 48 m x 36 m. En 1461, el sultán Mehmed II, ordenó la construcción de un nuevo bazar, el cual se realizó un poco más lejos y se distribuyeron sus calles según el tipo de tejido, algodón, seda... Esta es la fecha que se entiende como fecha fundacional del Gran Bazar de Estambul.
A este bazar se le denominó "Sandal Bedesteni" o "bazar de la seda", se abrió un servicio de custodia de valores (joyas, oro...) por el que los comerciantes ricos podan disponer de cajas de seguridad a cambio de pagar una pequeña cantidad de dinero. El comercio se extendió a toda clase de productos de valor, como joyas, oro, alfombras, telas preciosas, etc. 
Si el Palacio de Topkapi era el centro político del Imperio Otomano el Gran Bazar era el centro económico del mismo. A mediados del siglo XIX la sede del sultanato se ubicó en Dolmabahçe, Yıldız y Çırağan mientras que los bancos abrían sus sedes en Galatas.
El Gran Bazar estaba organizado, todavía hoy es evidente, en el sistema de gremios, este sistema se dejó de emplear después de la constitución de la república de Turquía en 1923 y en él se daba la enseñanza artesanal basada en la relación de "aprendiz-maestro". 
El Gran bazar ha sufrido más de 20 desastres debidos a incendios o terremotos. Hay dos incendios notables, el del 20 de noviembre de 1651 y el del 26 de noviembre de 1954.
Tras el terremoto de 1894 se realizaron varias mejoras dándole su forma actual, estas actualizaciones terminaron en 1898 y dejaron fuera del bazar varias calles (Sarnıçlı Han, Paçavracı Han, Alipaşa Cami Han, Yolgeçen Han, calle de Tığcılar, calle de Örücüler y avenida de Çadırcılar). Antes de esta reforma Evliya Çelebi en su libro, Seyahatname dice que había 

4.399 almacenes, 2.195 cuartos, 497 pequeños almacenes llamados como armarios, dos restaurantes, doce oficinas del Hacienda, una mezquita, diez pequeñas mezquitas (mescit), un baño turco (hamam), 19 fuentes, ocho pozos con las bombas, 24 mesones, una escuela y una tumba.

A mediados del siglo XIX comenzaron a entrar productos textiles manufacturados desde diferentes países de Europa perjudicando la manufactura local mucho más artesanal. Diferentes entidades bancarias comenzaron a abrir sucursales dentro del Bedesten y ello llevó a que el servicio de custodia que mantenía se cerrara.
El viejo bazar comenzó a dar servicio de venta de productos y el bazar nuevo cesó su actividad. En 1914 el municipio de Estambul compró el terreno y lo dedicó a subastas públicas.

## Principales secciones del Gran Bazar
- Bedestán interior: Fue la primera estructura en construirse en todo el Kapalıçarşi, y de hecho es el Bedestán Antiguo que forma la columna del bazar. Sus entradas son: Librerías, Tiendas de Sombreros, Tiendas de Joyería y Tiendas de Disfraces.
- Bedestán de la sandalia: Tiene el mayor número de domos en Kapalıçarşi. Hoy en día se puede acceder a él a través de dos puertas; una es la Entrada Principal, y la otra es a través del distrito de Nuruosmaniye.

## Calles,caravasaresy puertas
El Gran Bazar tiene cuatro puertas principales situadas en los extremos de sus dos avenidas principales que se cruzan cerca de la esquina al sudoeste del bazar. Una calle lo une con la mezquita de Bayezid II y la plaza de Bayezid con mezquita de Nuruosmaniye.

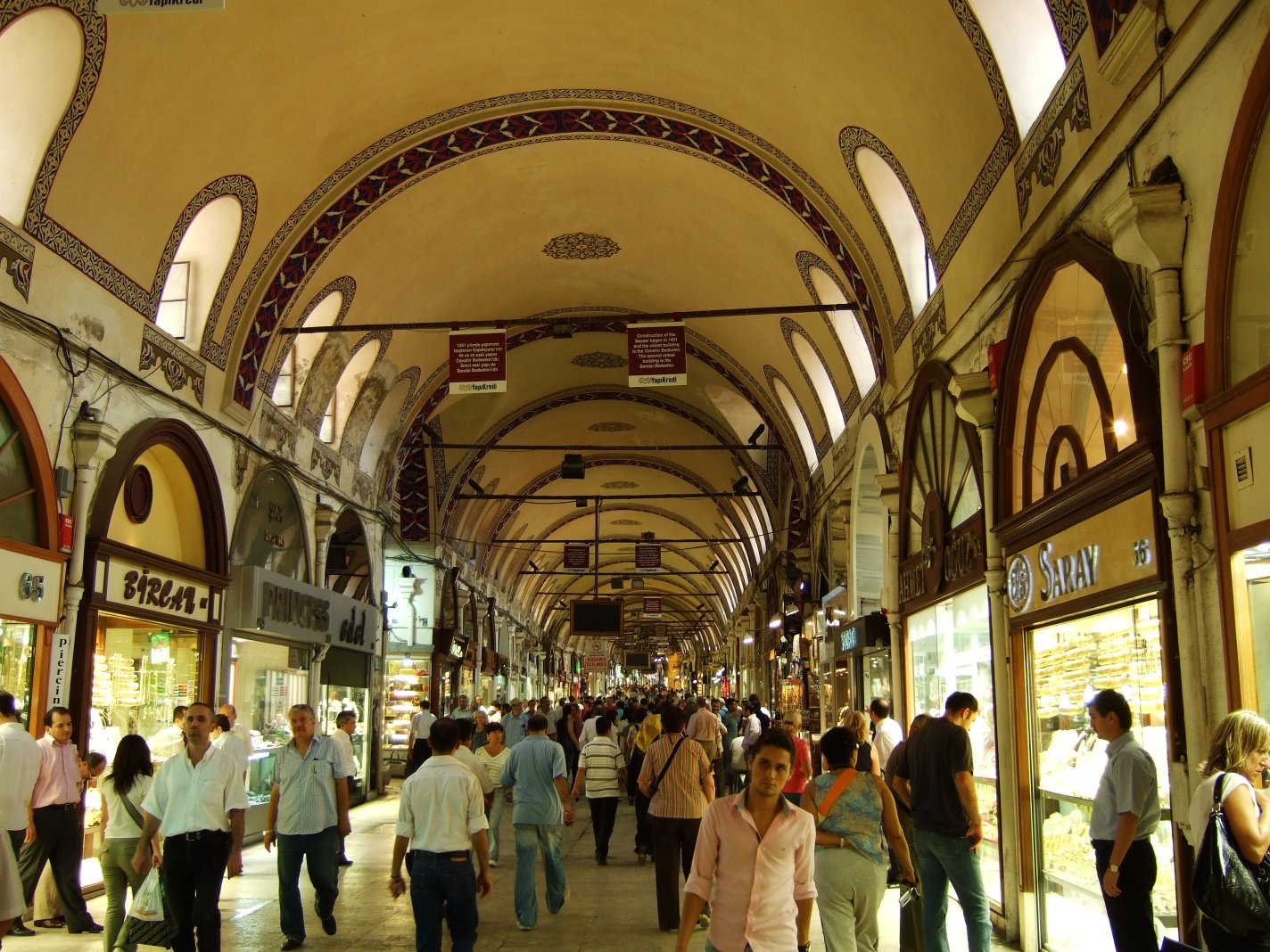
Una de las 58 calles cubiertas del Gran Bazar.

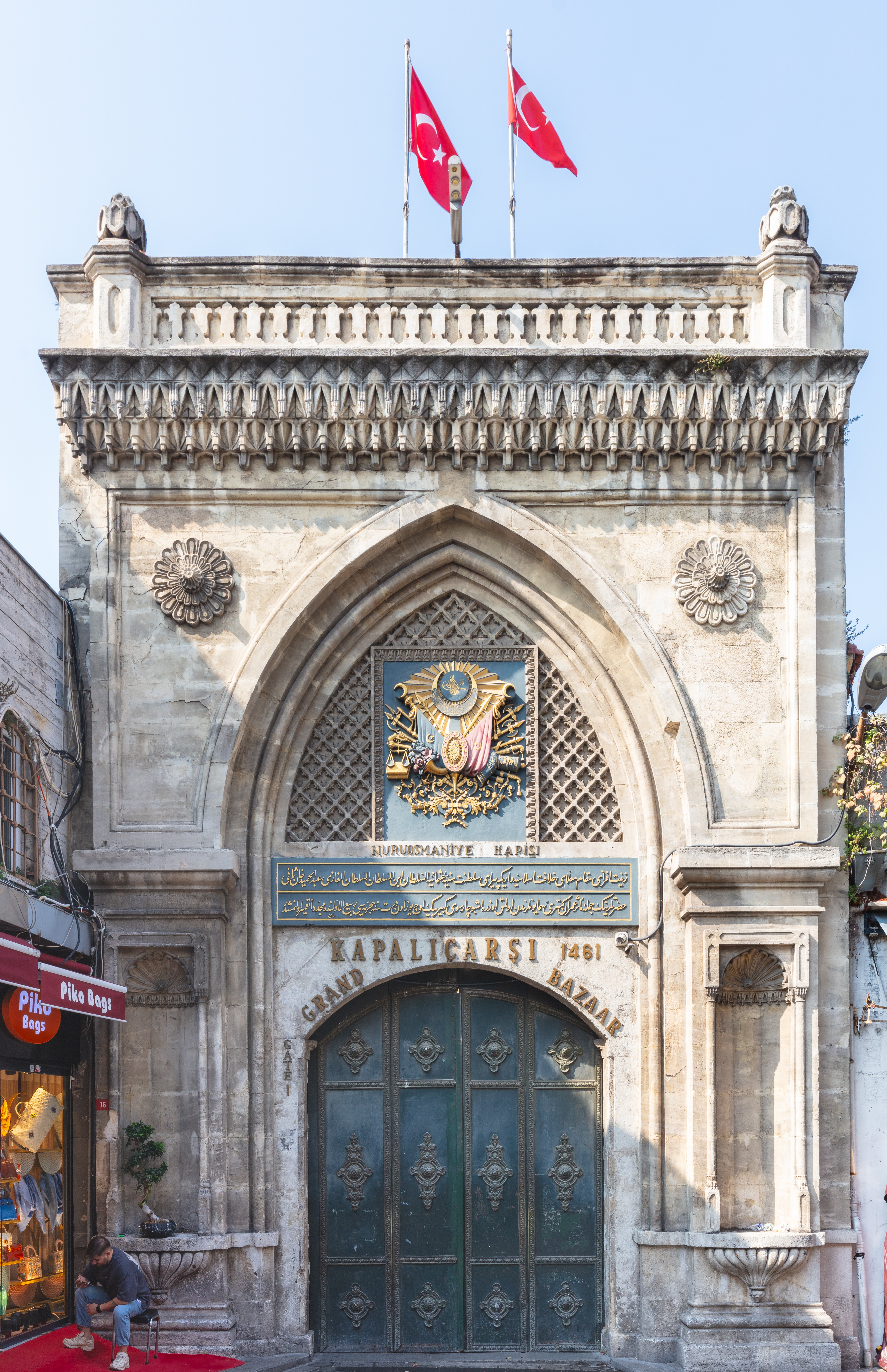
Una entrada del Gran Bazar.

| Calle             | Caravasar   | Puerta       |
| ----------------- | ----------- | ------------ |
| Acıçeşme          | Ağa         | Beyazıt      |
| Ağa               | Alipaşa     | Çarşıkapı    |
| Altuncular        | Astarcı     | Çuhacıhan    |
| Aminçiler         | Balyacı     | Kuyumcular   |
| Araracıoğlu       | Bodrum      | Mahmutpaşa   |
| Aynacılar         | Cebeci      | Nuruosmaniye |
| Basmacılar        | Çukur       | Örücüler     |
| Çuhacıhanı        | Evliya      | Sepetçihan   |
| Bitpazarı         | Hatipemin   | Takkeciler   |
| Fesçiler          | İçcebeci    | Tavukpazarı  |
| Ganiçelebi        | İmamali     | Zenneciler   |
| Hacıhasan         | Kalcılar    |              |
| Hacıhüsnü         | Kapılar     |              |
| Hacımemiş         | Kaşıkçı     |              |
| Halıcılar         | Kebapçı     |              |
| Hazırelbiseciler  | Kızlarağası |              |
| İplikçiler        | Mercan      |              |
| Kahvehane         | Perdahçı    |              |
| Kalpakçılar       | Rabia       |              |
| Karakol           | Safran      |              |
| Karamanlıoğlu     | Sarnıçlı    |              |
| Kavaflar          | Sarraf      |              |
| Kazazlar          | Sepetçi     |              |
| Keseciler         | Sorguçlu    |              |
| Kilitçiler        | Varakçı     |              |
| Kolancılar        | Yağcı       |              |
| Koltukçu          | Yolgeçen    |              |
| Kürkçüler         | Zincirli    |              |
| Lütfullahefendi   |             |              |
| Mercançıkmazı     |             |              |
| Muhafazacılar     |             |              |
| Mühürdaremin      |             |              |
| Ortakazazcılar    |             |              |
| Örücülerhamamı    |             |              |
| Parçacılar        |             |              |
| Perdahçılar       |             |              |
| Püskülcüler       |             |              |
| Reisoğlu          |             |              |
| Ressam            |             |              |
| Sahaflarbedesteni |             |              |
| Sandal            |             |              |
| Sandalbedesteni   |             |              |
| Serpuççular       |             |              |
| Sıra odalar       |             |              |
| Sipahi            |             |              |
| Tacirler          |             |              |
| Takkeciler        |             |              |
| Tavukpazarı       |             |              |
| Terlikçiler       |             |              |
| Terzibaşı         |             |              |
| Terziler          |             |              |
| Tuğcular          |             |              |
| Varakçıhan        |             |              |
| Yağlıkçılar       |             |              |
| Yarımtaşhan       |             |              |
| Yeşildirek        |             |              |
| Yorgancılar       |             |              |
| Yüncühasan        |             |              |
| Zenneciler        |             |              |